# Президентський палац (Вільнюс)
Президенський палац (лит. Prezidento rūmai) у Вільнюсі — офіційна резиденція Президента Литовської Республіки; колишній генерал-губернаторський палац, пам'ятка історії та культурної спадщини, одна з пам'яток столиці Литви. Розташований у Старому місті поряд із ансамблем Вільнюського університету за адресою площа С. Дауканто, 3 (S. Daukanto a. 3).

## Історія

### Єпископський палац

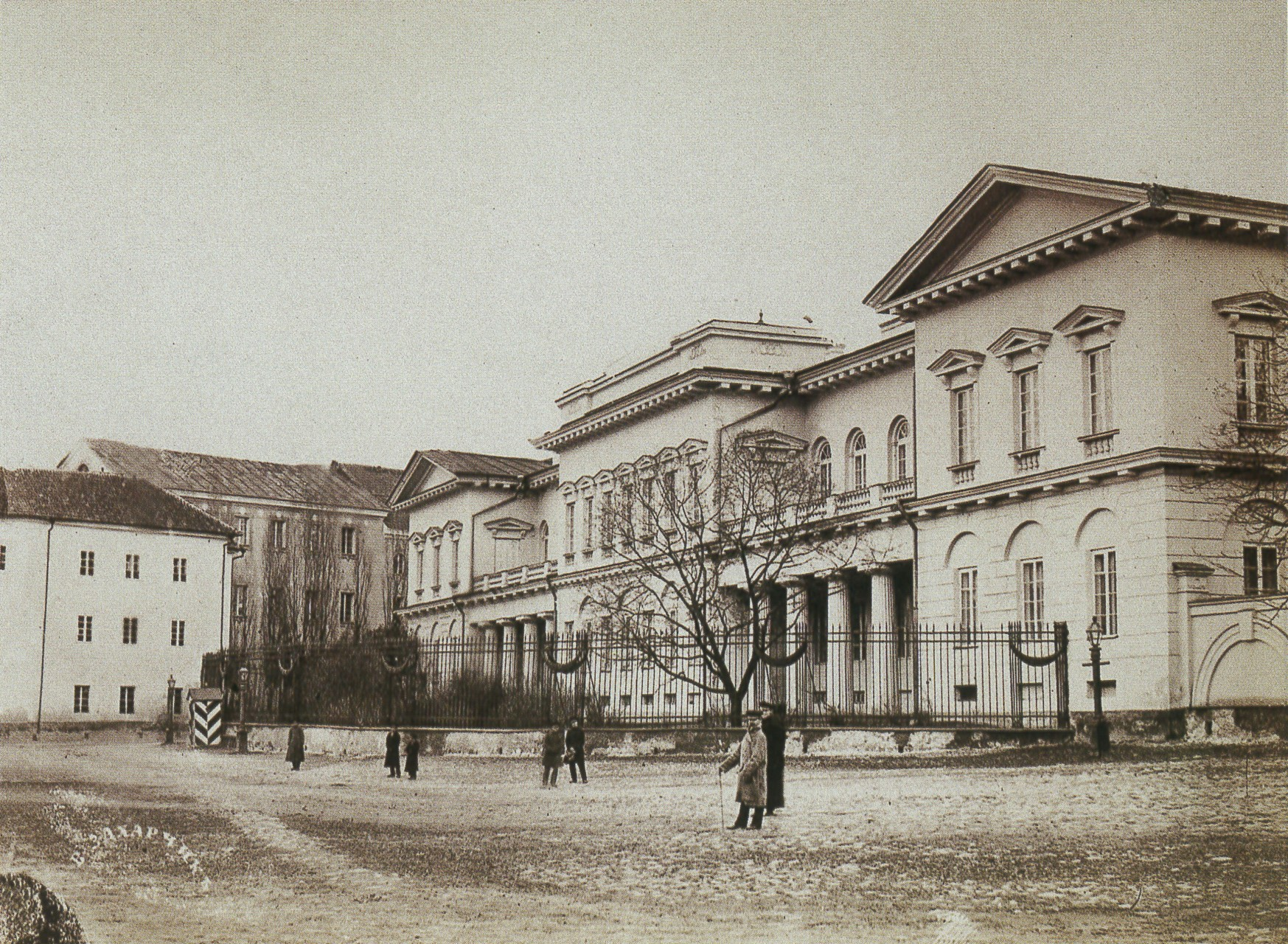
Палац наприкінці XIX століття

У зв'язку з хрещенням Литви великий князь литовський Ягайло привілеєм від 17 лютого 1387 року заснував Віленський єпископат і подарував йому ділянку на території сучасного палацового ансамблю («біля міста Вільні, біля саду Гоштовта»). Палати Гаштольда (Гоштовта), що розташувалися в цьому місці, перейшли у володіння католицьких єпископів. Після пожежі 1530 року, що знищила єпископський будинок біля дзвіниці Кафедрального собору, єпископи стали жити в будівлі на місці нинішнього президентського палацу; за іншими відомостями, віленський єпископ облаштувався в колишньому палаці Гаштольда в 1543 року. Єпископський палац згодом неодноразово перебудовувано й розширювано. У XVI столітті довкола нього розбито великий сад.
У XVII — XVIII століттях палац неодноразово горів, зазнавав пограбувань і наново відбудовувався. Останнім єпископом, який жив у палаці, був Ігнатій Якуб Масальський, страчений у Варшаві 1794 року. За нього чергову перебудову палацу здійснив 1792 року Лаурінас Ґуцявічюс.

### Генерал-губернаторський палац

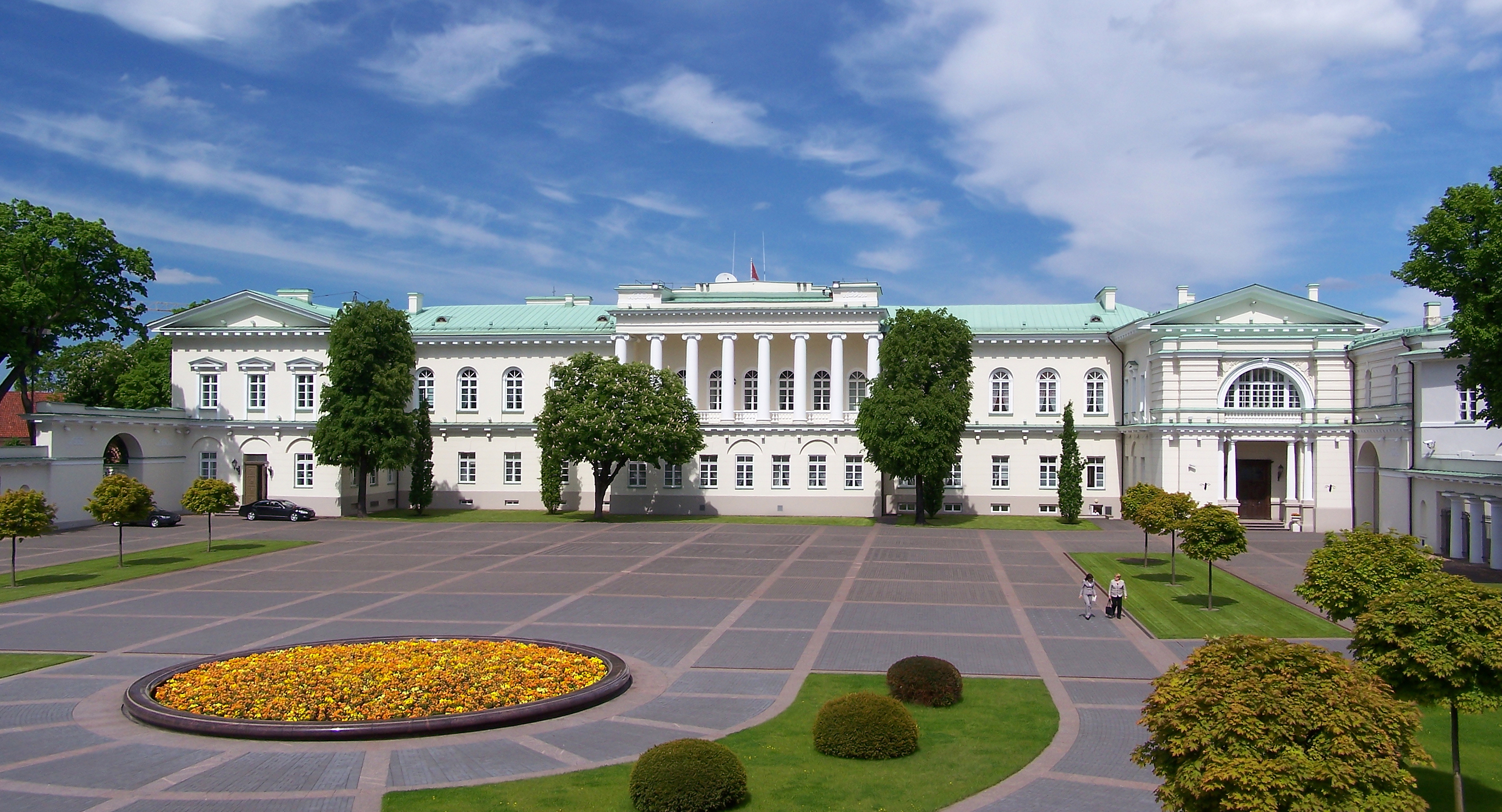
Внутрішній двір палацу

Після третього поділу Речі Посполитої, коли Велике князівство Литовське та його столиця опинилися у складі Російської імперії, палац від 1795 року став офіційною резиденцією генерал-губернатора Північно-Західного краю, місцем його проживання та службової діяльності. Разом з тим він ставав місцем тимчасового перебування під час зупинок государів та інших високопосадовців при зупинках у Вільні: 1797 року в палаці жив імператор Павло I і його сини великі князі Олександр і Костянтин; того ж року тут зупинявся польський король Станіслав-Август Понятовський№; 1804 року — майбутній король Франції Людовік XVIII; 1812 року — прусський король Фрідріх Вільгельм III із сином Вільгельмом.
У палаці мешкав М. І. Кутузов, який двічі обіймав посаду литовського генерал-губернатора (1800—1801, 1809—1811). Від квітня 1812 року тут жив російський імператор Олександр I зі своїм почетом, потім — Наполеон. Наприкінці 1812 року в палац повернувся Кутузов, вже на посаді головнокомандувача російської армії; перед палацом відбулася урочиста зустріч Олександра I. Під час святкування перемоги над Наполеоном, у палаці Кутузову вручено орден Святого Георгія першого ступеня. Імператор Олександр I зупинявся в палаці також у листопаді 1815 та вересні 1819 років, Микола I — у жовтні та грудні 1821, у квітні 1822, серпні 1837 та травні 1850 років, Олександр II — у липні 1849, травні 1850, вересні 1858, жовтні 1860, липні 1864 і червні 1867 років, Олександр III разом зі спадкоємцем (згодом Миколою II) — у серпні 1884 року.
1804 року палац перебудовано й розширено за проєктом віленського губернського архітектора К. А. Шильдгауза. 1819 року Олександр I доручив придворному архітектору В. П. Стасову, батькові критика В. В. Стасова, перебудувати і збільшити палац. Перебудову за проєктом петербурзького архітектора (детальна розробка проєкту належить Жозефу Пусьє) розпочато в березні 1824 року під керівництвом архітектора Кароля Подчашинського. Для реалізації проєкту, прив'язаного до неточного плану місцевості, довелося знести кілька університетських будівель, щоб не перегороджувати вулицю.

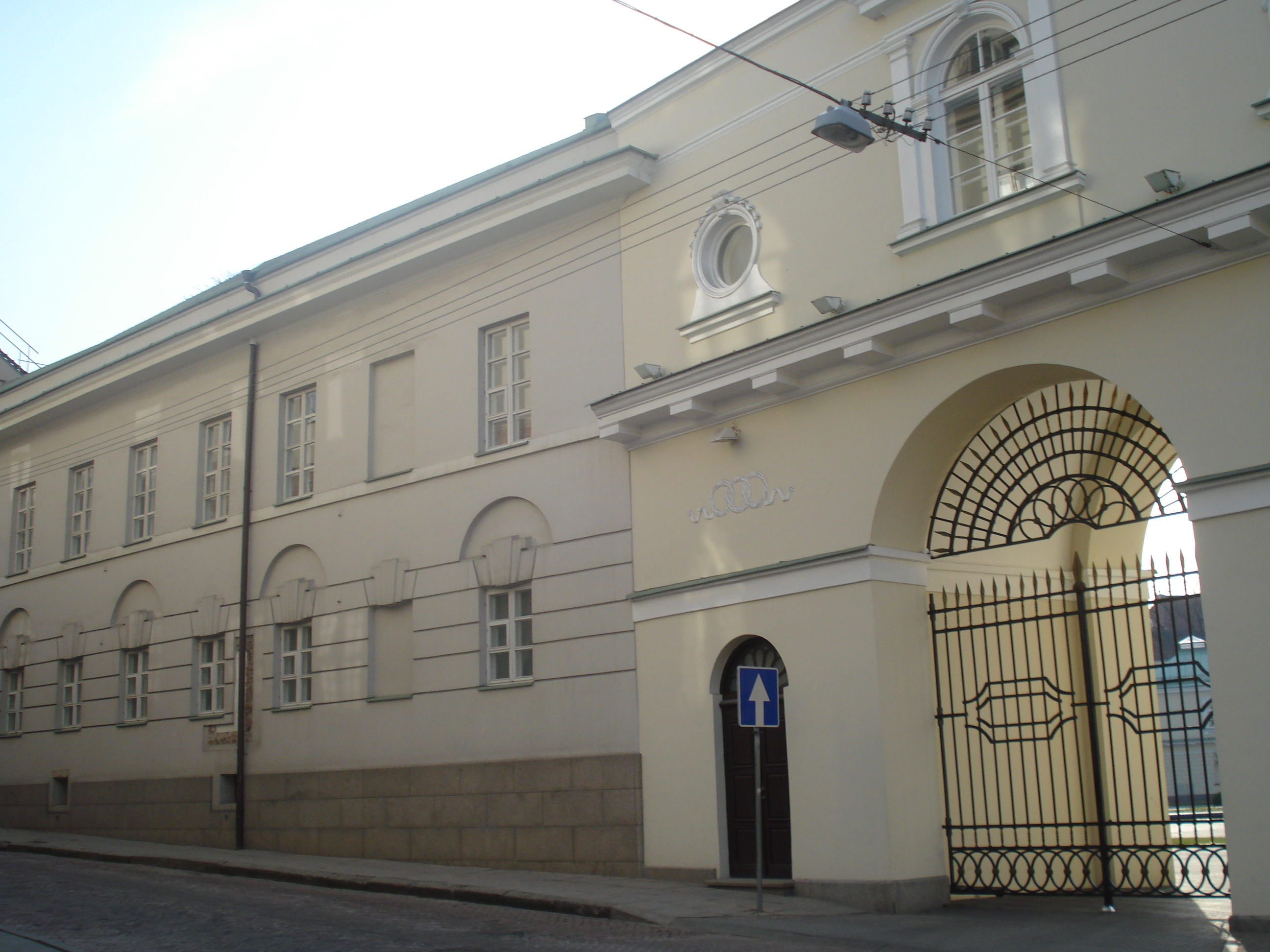
Ворота з переходом до канцелярії президента

Західну частину попереднього будинку колишнього єпископського палацу, розібрану через ветхість будівель до фундаментів, включено до складу нового палацу, східну частину зведено заново. Будівельні роботи завершилися 1827 року, облаштування інтер'єрів тривало до 1832 року. Відтоді палац набув сучасного вигляду.
Відрізану від палацового саду його частину відвели під площу перед палацом. 1832 року на площі облаштовано фонтан. Під час спорудження на площі пам'ятника Михайлу Муравйову (відкрито 1898 року, 1915 року евакуйовано) фонтан знято. Під час капітального ремонту та реконструкції 1903 року над воротами з боку вулиці Палацової (нині Університето) надбудовано перехід із палацу до сусідньої адміністративної будівлі (нині канцелярія президента); тоді ж у будівлю підведено електрику.

### Палацова церква
Від 1819 року в палаці діяла домова церква Святого Благовірного Князя Олександра Невського. Її перебудовували під час розбудови палацу Стасова і пізніше, при реконструкції 1903 року. Іконостас у церкві був розбірним; це був похідний іконостас Олександра I під час війни 1812 року, який він пожертвував палацовій домовій церкві.
Біля обох криласів стояли дубові кіоти майстерної роботи з іконами Святого Олександра Невського і Покрови Святої Богородиці — дар чиновників генерал-губернаторського управління на згадку про порятунок Олександра I від замаху на нього в Парижі (який скоїв 1867 року А. Березовський) і порятунку царської сім'ї під час аварії імператорського потяга в Бірках (1888). Дві ікони в позолочених ризах Святого Архістратига Михаїла та Святого Олександра Невського пожертвували чиновники генерал-губернаторської канцелярії на згадку про управління краєм Муравйова. Серед начиння були літургійний посуд XVIII століття, подаровані Олександром II чотири срібні лампади та євангеліє 1618 року. Служби відбувалися в неділю та святкові дні.

### Музей графа М.М.Муравйова

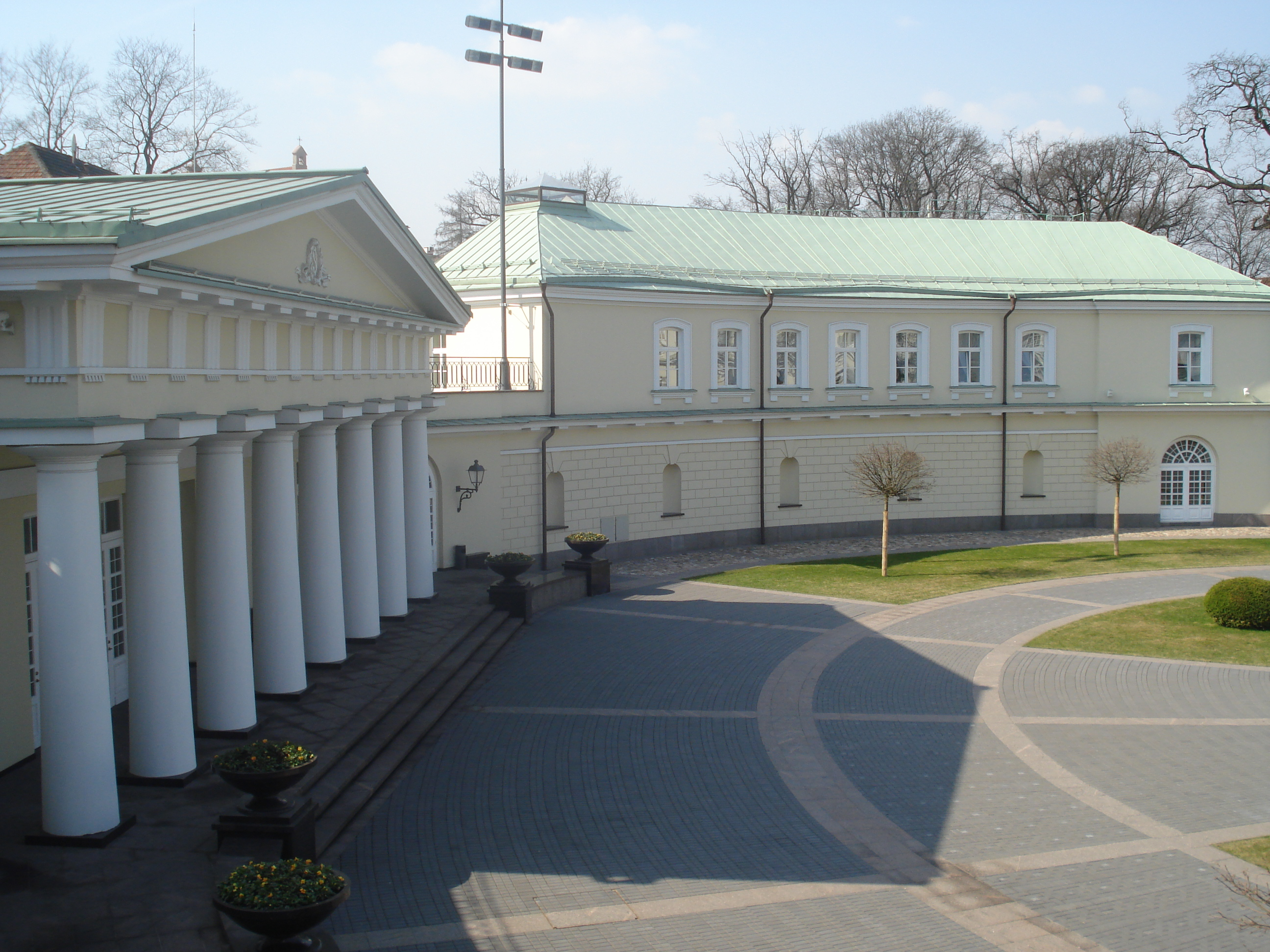
Кордегардія (ліворуч; нині колонний зал)

У 1901—1915 роках в одноповерховому будинку кордегардії розташовувався Музей графа М. М. Муравйова. Поштовхом до його створення стала присвячена Муравйову виставка у Віленській публічній бібліотеці, приурочена до відкриття пам'ятника Муравйову на площі перед палацом (1898). За доповіддю помічника піклувальника Віленського навчального округу О. В. Білецького, генерал-губернатор В. М. Троцький випросив волю імператора на відкриття Муравйовського музею. Музеєм завідувала комісія під головуванням Білецького, до якої входили управитель канцелярії віленського генерал-губернатора О. М. Харузін, полковник О. В. Жиркевич, протоієрей православного кафедрального собору Іван Котович, Ю. Ф. Крачковський та інші. Завідувачем музею був В. Г. Нікольський, членом-співробітником — редактор «Московських відомостей» В. А. Ґрінґмут.
У музеї було зібрано різні предмети, що стосуються Муравйова та його епохи в історії Північно-Західного краю: особисті речі (письмовий стіл, два крісла, ціпок, шандал, печатка тощо), документи, фотографії осіб та груп, зображення храмів та інших будівель, сценок із життя краю під час управління Муравйова, покладені до пам'ятника вінки (з них п'ять срібних, один фарфоровий). Для відвідування публікою музей було відкрито двічі на тиждень, у вівторок та п'ятницю.

### XX століття

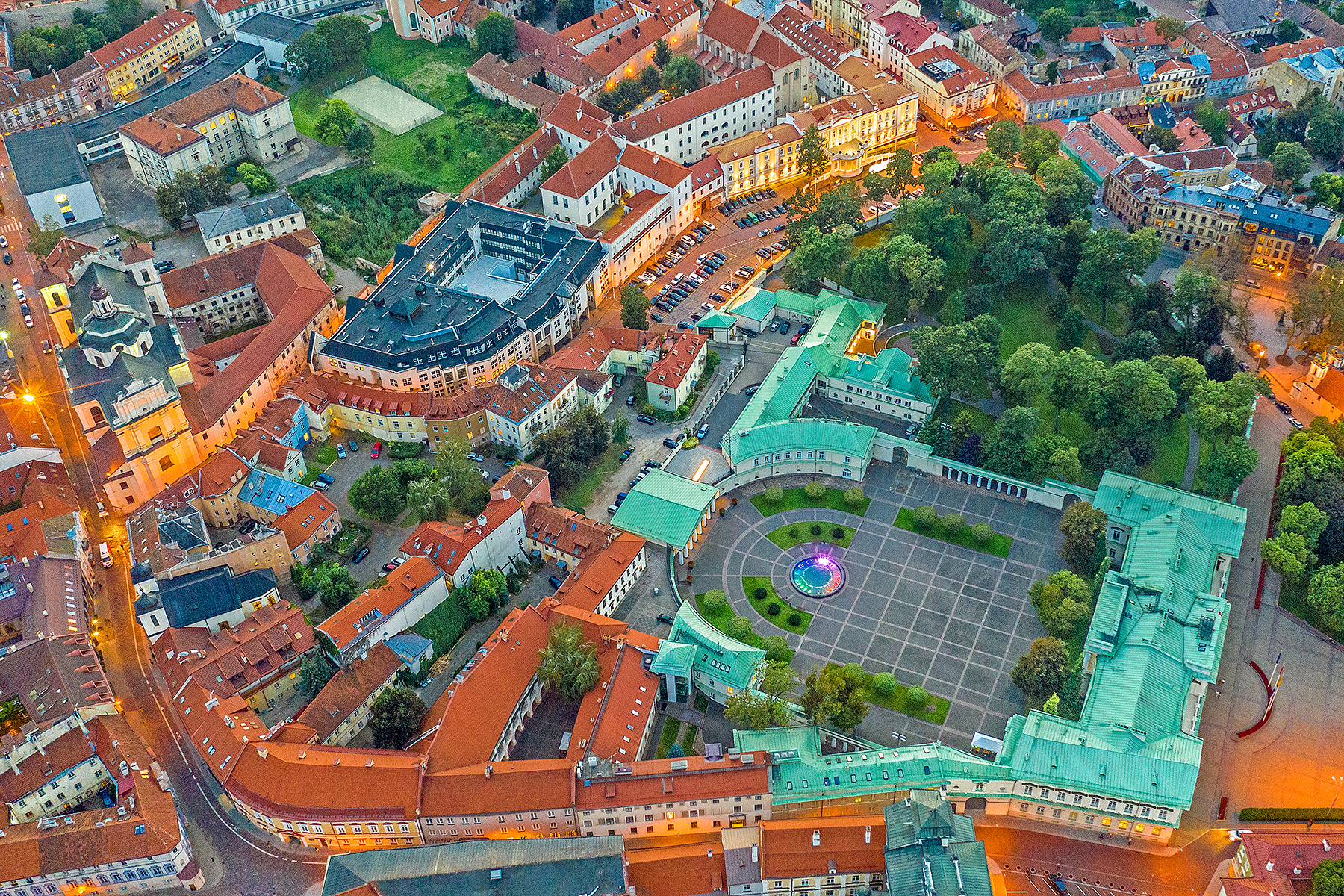

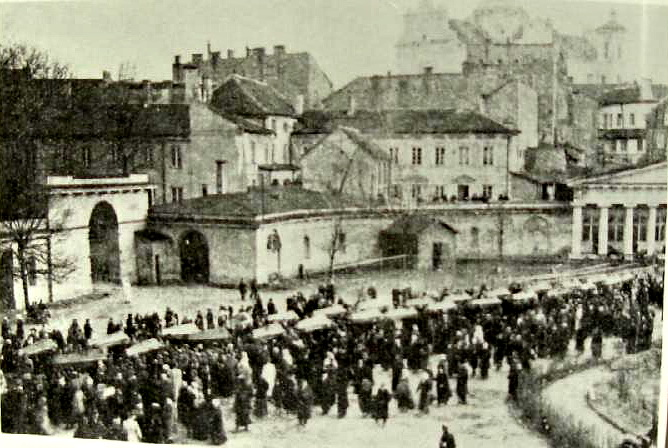
Траурна церемонія прощання з польськими солдатами, загиблими в боях за Вільно, у дворі палацу (квітень 1919 року)

Після Першої світової війни, 1920 року в палаці протягом короткого часу розташовувалися міністерство закордонних справ Литовської Республіки та Литовське телеграфне агентство (ELTA).
Після включення Вільна та Віленського краю до складу польської держави будівлю перетворили на репрезентативний палац Речі Посполитої. Певний час у палаці жив Юзеф Пілсудський; палац займав фактичний глава Серединної Литви генерал Люціан Желіговський, тут же зупинялися президенти Польщі Станіслав Войцеховський та Ігнацій Мостицький. На першому поверсі була квартира віленського воєводи, у залах на другому поверсі влаштовувалися урочисті прийоми. 1939 року, коли місто передали Литві, планувалося розмістити в палаці резиденцію президента Литовської Республіки.
Після Другої світової війни палац став будинком офіцерів Радянської Армії. Тут діяв кінотеатр, у парку — місткий літній театр, проводили заняття народного університету культури, концерти, карнавали, гастрольні виступи театральних і музичних колективів, у Білому залі — танцювальні вечори.

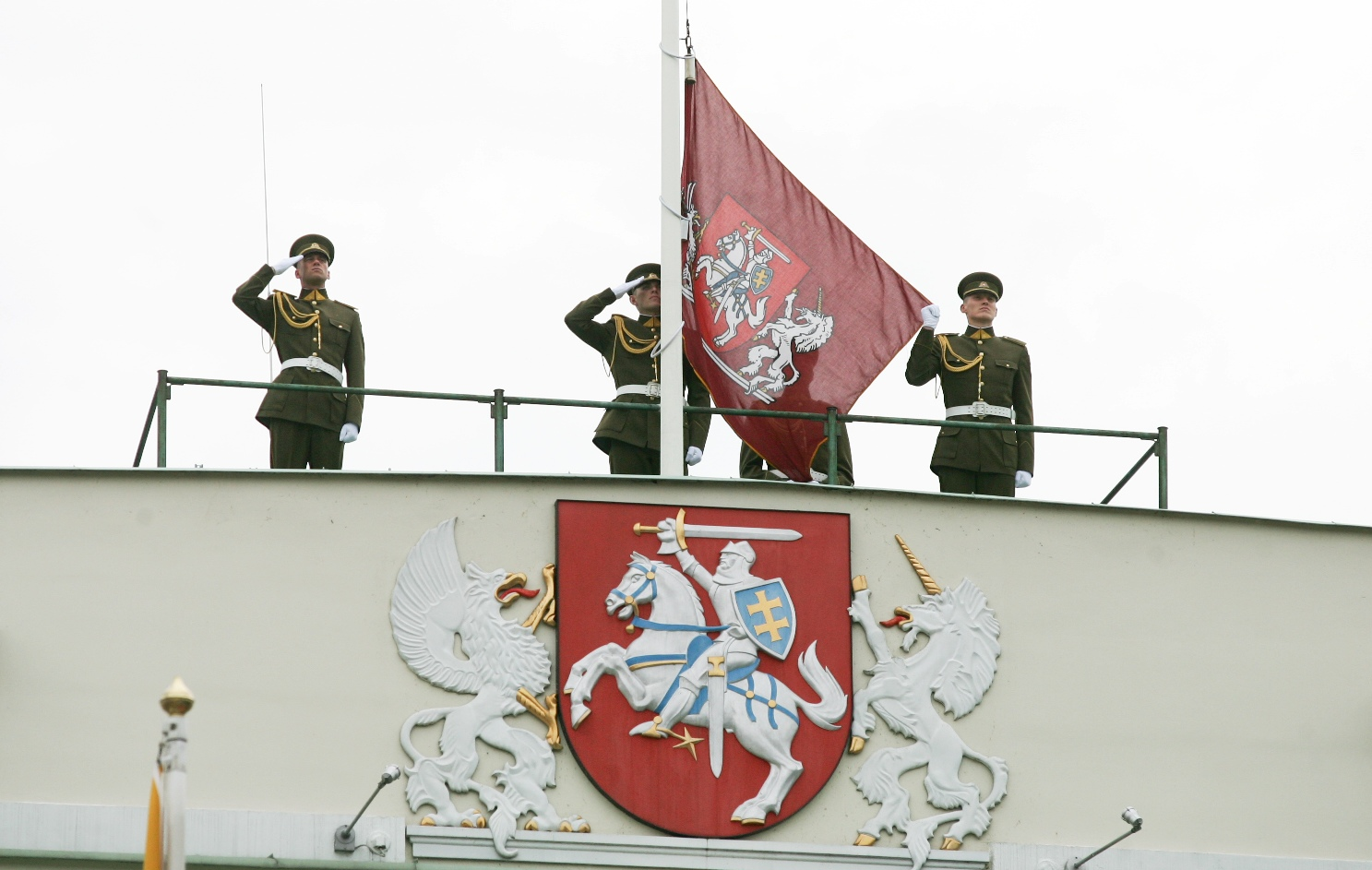
Церемонія підняття прапора під час інавгурації Далі Грибаускайте (2009)

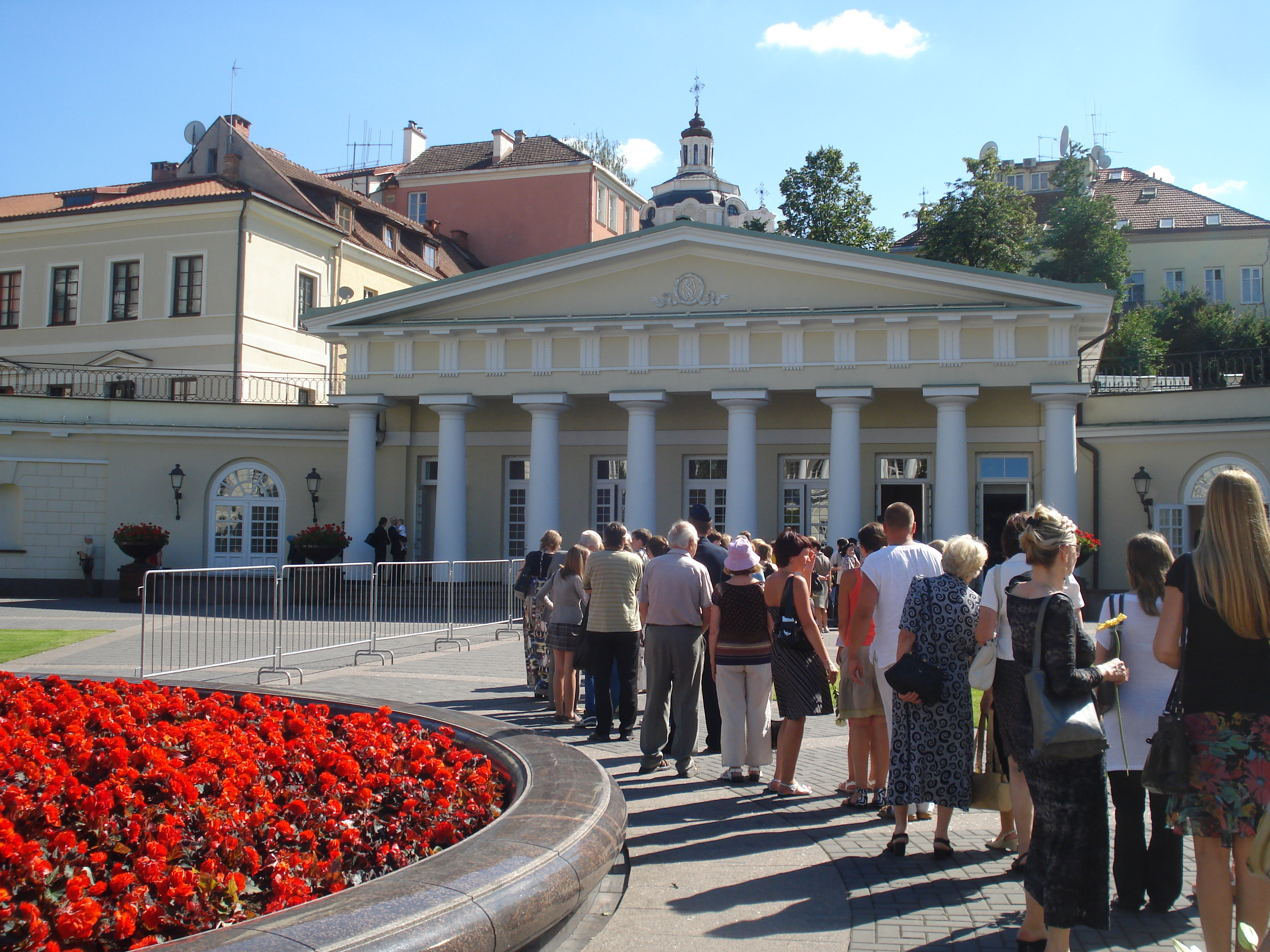
Черга до Колонної зали охочих попрощатися з покійним А. Бразаускасом

У 1980-х роках будинок використовували як Палац митців із чотирма залами (Великою, Білою, Червоною, Зеленою), вітальнею та фоє. Тут проводили виставки, концерти, літературно-музичні вечори. 1975 року проведено реставрацію палацу (головний архітектор проєкту Р. Казлаускас).
Після відновлення незалежності Литви частину приміщень палацу якийсь час займало посольство Франції.
Наприкінці 1995 року розпочато реставраційні роботи, після завершення яких у 1997 році палац став офіційною резиденцією президента Литви; першим главою держави, що зайняв її, став Альгірдас Бразаускас.
Під час робіт з облаштування резиденції президента Литви в приміщеннях, де збереглися елементи декору або була інформація про характер цих елементів, відновлювали історичний інтер'єр. У приміщеннях першого поверху колишній декор не зберігся; нові меблі та обладнання підбирали та виготовляли з орієнтацією на матеріали та форми, властиві пізньому класицизму. Знищені під час колишніх перебудов інтер'єри західної частини другого поверху спроектовано заново. При переобладнанні палацу на президентську резиденцію головний фасад прикрашено гербом Литви. Коли президент перебуває у палаці та взагалі у Вільнюсі, над парапетом з гербом піднято прапор президента.
У колонній залі президентського палацу, де 29 червня — 1 липня 2010 року перебувала труна з тілом Альгірдаса Бразаускаса, проходила церемонія прощання з екс-президентом нинішніх та колишніх керівників країни, дипломатів, зарубіжних колишніх та нинішніх глав держав, окремих громадян.

## Архітектура

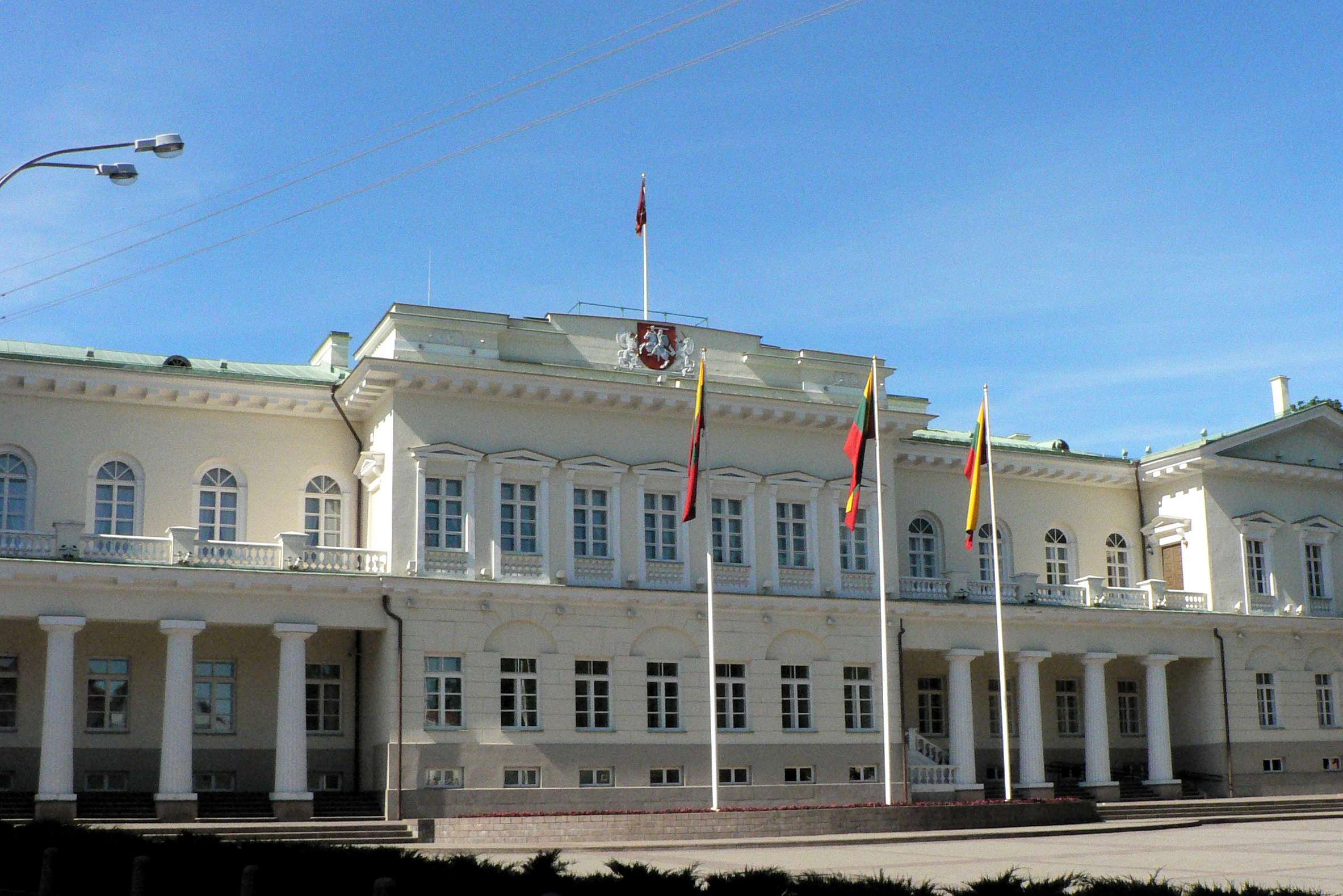
Головний фасад. Центральна частина

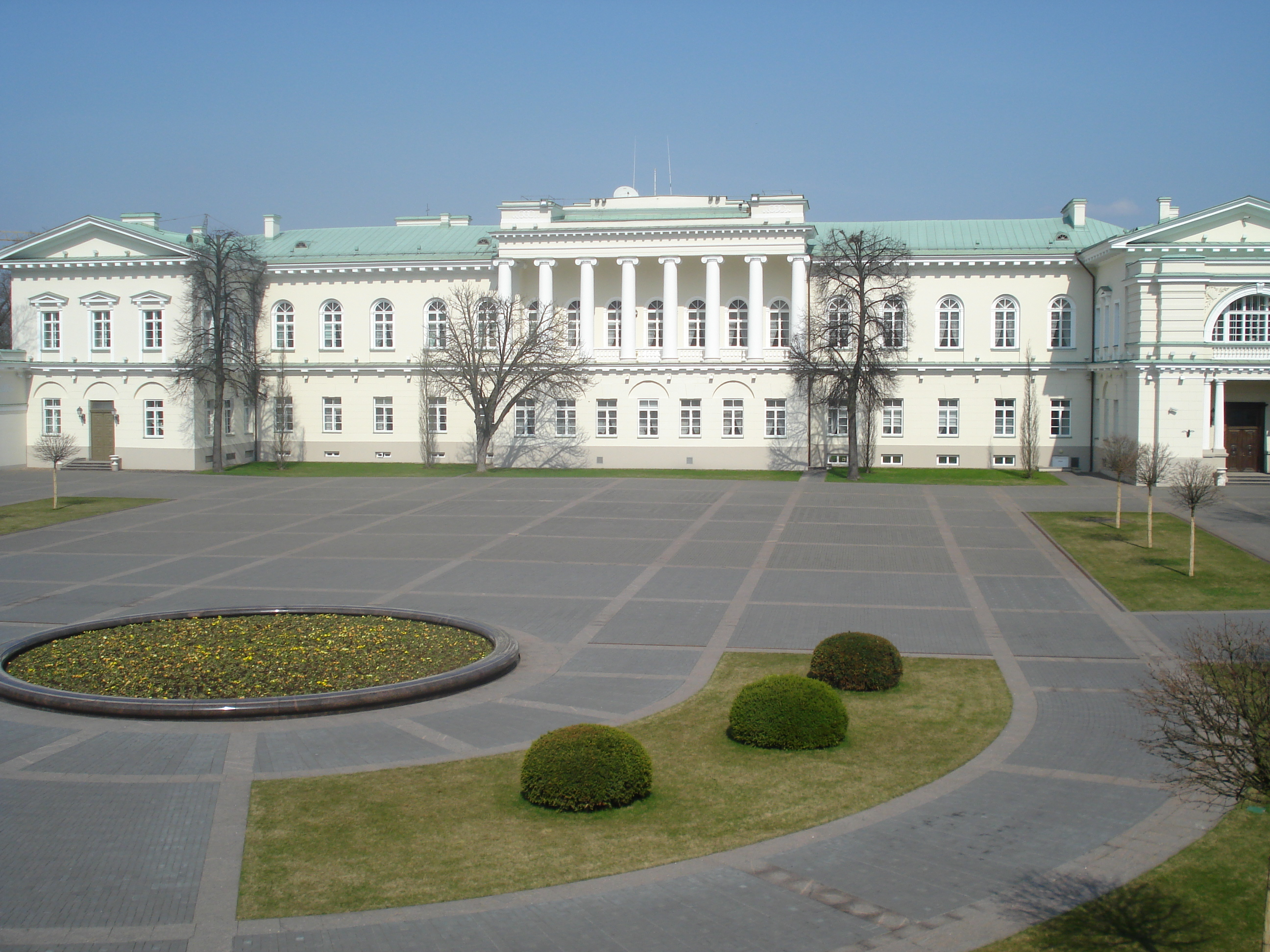
Дворовий фасад

Комплекс будівель президентського палацу, внутрішнього двору та великого парку утворюють єдиний замкнутий палацовий ансамбль. Він складається з власне двоповерхового палацу, парадного внутрішнього двору підковоподібної форми з колонадами, прилеглого до двору парку, колонного залу в будівлі колишньої кордегардії та господарських та адміністративних споруд.
Палац побудовано в стилі пізнього класицизму (нерідко архітектуру палацу відносять до ампіру, який вважають відмінним від класицизму стилем) з властивими йому регулярністю планування та чіткістю об'ємної форми, симетрично-осьовими композиціями, стриманістю декоративного оздоблення, монументальністю колон.
Будівля в плані прямокутна з трьома ризалітами. Головний фасад, що виходить на площу, і фасад, що виходить у двір, рівноцінні та виконані по-різному, але однаково урочисті. На фасаді з боку площі ризаліти зв'язано двома доричними колонадами в один прямий ряд. Центральний ризаліт завершує парапет, різаліти з краів будівлі — низькі трикутні фронтони. Середній ризаліт дворового фасаду акцентовано іонічною колонадою з восьми колон із балконом — галереєю другого поверху; бічні ризаліти виступають уперед.
Кімнати першого поверху розташовані в коридорній системі, на другому поверсі збереглася характерна для таких палаців анфіладна система приміщень. В архітектурному відношенні найцікавішими є зали другого поверху, декоровані в XIX столітті, з ліпними композиціями на стелях.
Навпроти палацу стоїть одноповерхова будівля кордегардії з доричним порталом.